# Liga Turca de Basquetebol de 2021-22
A Temporada 2020–21 da Basketbol Süper Ligi foi a 56ª edição da principal competição de basquetebol masculino na Turquia ser disputada a partir de 25 de setembro de 2021. A competição é nomeada oficialmente ING Basketball Süper Ligi em virtude de contrato de patrocinador principal com a empresa ING Group. A equipe do Anadolu Efes (antigo Efes Pilsen) defende seu título nacional, bem como sua hegemonia como maior campeão turco com 15 conquistas.

## Equipes participantes
| Clube                                  | Arena          | Localização                        |
| -------------------------------------- | -------------- | ---------------------------------- |
| Aliağa Petkim Spor                     | Esmirna        | Aliağa Belediyesi ENKA Spor Salonu |
| Anadolu Efes Istambul                  | Istambul       | Abdi İpekçi Arena                  |
| Bahçeşehir Koleji                      | Istambul       | Akatlar Arena                      |
| Beşiktaş Icrypex                       | Istambul       | Akatlar Arena                      |
| Büyükçekmece Basketbol                 | Istambul       | Gazanfer Bilge Sport Hall          |
| DarüşşafakaTefken                      | Istambul       | Ayhan Şahenk Arena                 |
| Gaziantep Basketbol                    | Gaziantep      | Karataş Şahinbey Sport Hall        |
| Fenerbahçe Beko                        | Istambul       | Ülker Sports Arena                 |
| Frutti Extra Bursaspor                 | Bursa          | Ginásio Esportivo Bursa Ataturk    |
| Galatasaray NEF                        | Istambul       | Abdi İpekçi Arena                  |
| HDI Sigorta Afyon Beledíyes            | Afyonkarahisar | Ginásio Esportivo Afyon Atatürk    |
| Semt77 Yalovaspor                      | Yalova         | Yalova 90. Yıl Spor Salonu         |
| Merkezefendi Belediyesi Denizli Basket | Denizli        | Pamukkale University Arena         |
| Pınar Karşıyaka                        | Esmirna        | Karşıyaka Arena                    |
| Tofaş                                  | Bursa          | Tofaş Nilüfer Spor Salonu          |
| Türk Telekom                           | Ancara         | Ankara Arena                       |

|  |                                          |
|  | Promovidos da TB2L na temporada anterior |

## Classificação
| Pos. | Clube                                  | J  | V  | D  | P+    | P-    | SP   | P   | Classificação |
| ---- | -------------------------------------- | -- | -- | -- | ----- | ----- | ---- | --- | ------------- |
| 1    | Fenerbahçe Beko                        | 30 | 29 | 1  | 2.664 | 2.267 | 397  | 0   | Playoffs      |
| 2    | Anadolu Efes Istambul                  | 30 | 22 | 8  | 2.627 | 2.291 | 336  | 8   | Playoffs      |
| 3    | Galatasaray NEF                        | 30 | 21 | 9  | 2.527 | 2.320 | 207  | -8  | Playoffs      |
| 4    | Gaziantep Basketbol                    | 30 | 19 | 11 | 2.597 | 2.444 | 153  | 0   | Playoffs      |
| 5    | DarüşşafakaTefken                      | 30 | 19 | 11 | 2.567 | 2.435 | 132  | 16  | Playoffs      |
| 6    | Bahçeşehir Koleji                      | 30 | 17 | 13 | 2.493 | 2.458 | 35   | 12  | Playoffs      |
| 7    | Pınar Karşıyaka                        | 30 | 16 | 14 | 2.481 | 2.392 | 89   | -8  | Playoffs      |
| 8    | Frutti Extra Bursaspor                 | 30 | 15 | 15 | 2.272 | 2.266 | 6    | -20 | Playoffs      |
| 9    | Tofaş                                  | 30 | 13 | 17 | 2.403 | 2.525 | -122 | 10  |               |
| 10   | Beşiktaş Icrypex                       | 30 | 12 | 18 | 2.455 | 2.633 | -178 | -10 |               |
| 11   | Türk Telekom                           | 30 | 10 | 20 | 2.383 | 2.451 | -68  | 1   |               |
| 12   | Büyükçekmece Basketbol                 | 30 | 10 | 20 | 2.431 | 2.471 | -40  | -1  |               |
| 13   | Aliağa Petkim Spor                     | 30 | 10 | 20 | 2.408 | 2.613 | -205 | -1  |               |
| 14   | Merkezefendi Belediyesi Denizli Basket | 30 | 11 | 19 | 2.505 | 2.613 | -108 | 4   |               |
| 15   | Semt77 Yalovaspor                      | 30 | 9  | 21 | 2.305 | 2.613 | -308 | -3  | Rebaixados    |
| 16   | HDI Sigorta Afyon Beledíyes            | 30 | 7  | 23 | 2.350 | 2.676 | -326 | 0   | Rebaixados    |

## Temporada Regular
| Casa\Visitante                         | ALI    | ANA    | BAH    | BES   | BUY    | DAR     | GAZ    | FEN   | FRU    | GAL   | HDI    | YAL    | DEN    | PIN    | TOF    | TÜR    |
| -------------------------------------- | ------ | ------ | ------ | ----- | ------ | ------- | ------ | ----- | ------ | ----- | ------ | ------ | ------ | ------ | ------ | ------ |
| Aliağa Petkim Spor                     |        | 82-92  | 79-70  | 87-80 | 72-74  | 57-76   | 80-84  | 95-90 | 70-68  | 81-95 | 109-87 | 81-80  | 70-89  | 59-92  | 83-91  | 71-59  |
| Anadolu Efes Istambul                  | 97-83  |        | 95-88  | 87-72 | 89-90  | 84-76   | 83-93  | 91-71 | 88-85  | 85-92 | 90-68  | 93-87  | 94-93  | 78-77  | 84-77  | 79-66  |
| Bahçeşehir Koleji                      | 94-69  | 83-102 |        | 86-7  | 87-91  | 82-73   | 82-74  | 78-79 | 101-80 | 94-88 | 105-77 | 102-79 | 101-95 | 104-99 | 73-84  | 69-86  |
| Beşiktaş Icrypex                       | 94-73  | 55-101 | 82-69  |       | 86-67  | 81-75   | 68-70  | 74-82 | 86-80  | 62-74 | 68-48  | 94-85  | 74-62  | 77-71  | 82-83  | 73-67  |
| Büyükçekmece Basketbol                 | 81-66  | 71-96  | 81-95  | 93-87 |        | 67-92   | 89-93  | 88-96 | 70-91  | 87-95 | 88-76  | 92-90  | 85-90  | 78-92  | 87-89  | 81-71  |
| DarüşşafakaTefken                      | 101-86 | 85-81  | 68-66  | 76-73 | 86-69  |         | 71-76  | 65-75 | 79-75  | 83-82 | 79-73  | 74-62  | 76-62  | 80-84  | 94-78  | 66-75  |
| Gaziantep Basketbol                    | 89-85  | 78-69  | 69-76  | 82-77 | 80-72  | 69-71   |        | 70-86 | 67-75  | 74-66 | 85-86  | 81-54  | 82-49  | 67-76  | 108-92 | 83-72  |
| Fenerbahçe Beko                        | 71-65  | 90-68  | 84-73  | 90-81 | 90-65  | 61-79   | 102-80 |       | 99-96  | 70-76 | 100-51 | 89-63  | 85-77  | 91-69  | 82-72  | 92-63  |
| Frutti Extra Bursaspor                 | 81-75  | 79-83  | 80-78  | 73-76 | 85-83  | 83-81   | 85-82  | 84-73 |        | 99-78 | 94-59  | 86-85  | 90-67  | 84-77  | 87-75  | 101-65 |
| Galatasaray NEF                        | 96-73  | 91-103 | 78-85  | 90-73 | 98-78  | 101-107 | 75-74  | 76-86 | 99-84  |       | 124-82 | 100-73 | 63-76  | 84-78  | 90-89  | 88-71  |
| HDI Sigorta Afyon Beledíyes            | 91-70  | 83-140 | 82-102 | 66-86 | 76-66  | 64-115  | 63-100 | 61-99 | 55-108 | 61-95 |        | 73-106 | 92-83  | 67-94  | 57-115 | 61-80  |
| Semt77 Yalovaspor                      | 65-92  | 69-88  | 77-84  | 68-74 | 80-68  | 59-82   | 89-93  | 60-86 | 65-81  | 69-73 | 63-51  |        | 82-76  | 80-87  | 77-79  | 72-68  |
| Merkezefendi Belediyesi Denizli Basket | 78-93  | 65-80  | 89-113 | 76-71 | 90-109 | 74-69   | 64-80  | 76-82 | 74-71  | 73-89 | 87-79  | 73-87  |        | 73-81  | 66-98  | 96-100 |
| Pınar Karşıyaka                        | 91-79  | 78-73  | 90-81  | 67-79 | 70-78  | 79-82   | 84-76  | 74-72 | 76-62  | 73-67 | 90-76  | 79-73  | 83-85  |        | 79-78  | 71-76  |
| Tofaş                                  | 97-83  | 94-107 | 78-96  | 81-80 | 98-87  | 81-65   | 70-89  | 78-82 | 83-90  | 77-88 | 145-55 | 75-66  | 97-77  | 69-71  |        | 95-93  |
| Türk Telekom                           | 75-70  | 84-99  | 74-75  | 54-64 | 86-62  | 59-46   | 65-66  | 63-72 | 83-82  | 67-97 | 135-85 | 68--80 | 94-72  | 72-71  | 72-74  |        |

## Playoffs

### Quartas de final
| Time 1                | Série | Time 2                 | 1º Jogo  | 2º Jogo | 3º Jogo |
| --------------------- | ----- | ---------------------- | -------- | ------- | ------- |
| Fenerbahçe Beko       | 2 - 1 | Frutti Extra Bursaspor | 100 - 87 | 77 - 97 | 93 - 81 |
| Gaziantep Basketbol   | 1 - 2 | DarüşşafakaTefken      | 82 - 85  | 66 - 91 | 82 - 73 |
| Anadolu Efes Istambul | 2 - 1 | Pınar Karşıyaka        | 90 - 66  | 73 - 79 | 83 - 68 |
| Galatasaray NEF       | 2 - 0 | Bahçeşehir Koleji      | 91 - 76  | 98 - 94 | -       |

### Semifinal
| Time 1                | Série | Time 2            | 1º Jogo  | 2º Jogo | 3º Jogo | 4º Jogo | 5º Jogo  |
| --------------------- | ----- | ----------------- | -------- | ------- | ------- | ------- | -------- |
| Fenerbahçe Beko       | 3 - 1 | DarüşşafakaTefken | 94 - 69  | 81 - 82 | 73 - 69 | 91 - 65 | -        |
| Anadolu Efes Istambul | 3 - 2 | Galatasaray NEF   | 70 - 105 | 91 - 77 | 71 - 64 | 81 - 86 | 104 - 77 |

### Final
| Time 1          | Série | Time 2                | 1º Jogo | 2º Jogo | 3º Jogo  | 4º Jogo | 5º Jogo | 6º Jogo | 7º Jogo |
| --------------- | ----- | --------------------- | ------- | ------- | -------- | ------- | ------- | ------- | ------- |
| Fenerbahçe Beko | 3 - 1 | Anadolu Efes Istambul | 85 - 76 | 93 - 78 | 92 - 103 | 92 - 80 |         |         |         |

## Campeões
| BSL 2021–22 Campeões        |
| --------------------------- |
| Fenerbahçe Beko 13 º Título |

## Clubes turcos em competições internacionais
| Clube                  | Competição        | Resultado                                                                |
| ---------------------- | ----------------- | ------------------------------------------------------------------------ |
| Anadolu Efes           | EuroLiga          | Campeão (2º título)                                                      |
| Fenerbahçe             | EuroLiga          | Eliminado - Temporada Regular na 12ª colocação com 10v - 18d             |
| Türk Telekom           | EuroCopa          | Eliminado - Oitavas de Finais para Cedevida Olimpija por 93 - 80         |
| Frutti Extra Bursaspor | EuroCopa          | Finalista                                                                |
| Darüşşafaka            | Liga dos Campeões | Eliminado - Segunda Fase como 3º colocado Gr. J (2v - 4d)                |
| Galatasaray            | Liga dos Campeões | Eliminado - Segunda Fase como 4º colocado Gr. I (1v - 5d)                |
| Pınar Karşıyaka        | Liga dos Campeões | Eliminado - "Play ins" por Lenovo Tenerife (1-2)                         |
| Tofaş                  | Liga dos Campeões | Eliminado - Quartas de Finais para Lenovo Tenerife por 2-0 (77-78;73-74) |
| Beşiktaş               | Liga dos Campeões | Eliminado - "Play ins" por Hapoel Holon (1-2)                            |
| Bahçeşehir Koleji      | Copa Europeia     | Campeão (1º título)                                                      |